# 南粤黄芩
南粤黄芩（学名：Scutellaria wongkei）为唇形科黄芩属下的一个种。

## 扩展阅读
- 維基物種上的相關：南粤黄芩